# Liste der Partner-Institute der Fraunhofer Academy
Die Fraunhofer Academy setzt sich aus den weiterbildenden Fraunhofer-Instituten und einer Geschäftsstelle in der Fraunhofer-Zentrale in München zusammen. Sie hat aktuell 19 Partner-Institute, die insgesamt 39 Weiterbildungsprogramme anbieten.
| Partner-Institute der Fraunhofer Academy                                                                                      | Weiterbildungsprogramm |
| --- | --- |
| Fraunhofer-Institut für Kurzzeitdynamik, Ernst-Mach-Institut EMI, Freiburg                                                    | Sicherheitssystemtechnik (Zertifikatsprogramm) Resilience Engineering (Zertifikatsprogramm)                                                                            |
| Fraunhofer-Institut für Angewandte Informationstechnik FIT, Sankt Augustin                                                    | Usability Engineer (Zertifikatsprogramm) |
| Fraunhofer-Institut für Intelligente Analyse- und Informationssysteme IAIS, Sankt Augustin                                    | Roberta Teacher-Training (Seminar) |
| Fraunhofer-Institut für Arbeitswirtschaft und Organisation IAO, Stuttgart                                                     | Master Online Logistikmanagement (Studiengang) Wertstrom-Engineering (Seminar)                                                                                         |
| Fraunhofer-Institut für Bauphysik IBP, Stuttgart                                                                              | Master Online Bauphysik (Studiengang) |
| Fraunhofer-Institut für Experimentelles Software Engineering IESE, Kaiserslautern                                             | Master Software Engineering for Embedded Systems (Studiengang) Softwarearchitektur (Seminar) Variantenamangement (Seminar) Requirements Engineering(Seminar)           |
| Fraunhofer-Institut für Fertigungstechnik und Angewandte Materialforschung IFAM, Bremen                                       | Industrielle Klebtechnik (Zertifikatsprogramm) Faserverbund-Werkstoffe (Zertifikatsprogramm) Elektromobilität (Seminar)                                                |
| Fraunhofer-Institut für Integrierte Schaltungen IIS, Erlangen                                                                 | Digitale Radiologie (Zertifikatsprogramm) Industrielle Computertomographie (Seminar) Lean Logistics (Seminar)                                                          |
| Fraunhofer-Institut für Materialfluss und Logistik IML, Dortmund                                                              | Diplomstudium Supply Chain- und Logistikmanagement (Diploma of Advanced Studies DAS) Bachelor of Science Logistikmanagement (Studiengang) Bestandsmanagement (Seminar) |
| Fraunhofer-Institut für Optronik, Systemtechnik und Bildauswertung – Institutsteil Angewandte Systemtechnik IOSB-AST, Ilmenau | Datenanalyse und Prognose für die Energiewirtschaft (Seminar) |
| Fraunhofer-Institut für Produktionstechnik und Automatisierung IPA, Stuttgart                                                 | Stuttgarter Produktionsakademie |
| Fraunhofer-Institut für Produktionsanlagen und Konstruktionstechnik IPK, Berlin                                               | Master Industrielles Produktionsmanagement (Studiengang) Wissensbilanz (Seminar) Digitale Fabrik (Seminar) Product Lifecycle Management (Zertifikatsprogramm)          |
| Fraunhofer-Institut für Produktionstechnologie IPT, Aachen                                                                    | Executive MBA der RWTH Aachen University (Studiengang) Chief Technologie Manager (Universitäres Zeugnis)                                                               |
| Fraunhofer-Institut für Solare Energiesysteme ISE, Freiburg im Breisgau                                                       | Solar Energy Engineering (M.Sc. Solar Energy Engineering und Universitäres Zeugnis) Energiesystemtechnik (Diploma of Advanced Studies DAS)                             |
| Fraunhofer-Institut für Windenergie und Energiesystemtechnik IWES, Kassel                                                     | Master Wind Energy Systems (Studiengang) |
| Fraunhofer-Institut für Zerstörungsfreie Prüfverfahren IZFP, Saarbrücken                                                      | Master Automotive Production Engineering (Studiengang) |
| Fraunhofer-Institut für Zuverlässigkeit und Mikrointegration IZM, Oberpfaffenhofen                                            | Verbindungstechnik in der Elektronik (Zertifikatsprogramm) Crimpen nach Industriestandard (Zertifikatsprogramm) Kabelbaumlöten (Seminar)                               |
| Fraunhofer-Institut für Sichere Informationstechnologie SIT, Sankt Augustin                                                   | TeleTrust Information Security Professional (Zertifikatsprogramm) |
| Fraunhofer-Institut für Umwelt-, Sicherheits- und Energietechnik UMSICHT, Oberhausen                                          | Interdisziplinäres Fernstudium Umweltwissenschaften infernum (Studiengang, Universitäres Zeugnis)                                                                      |
| Fraunhofer-Allianz Big Data                                                                                                   | Big Data Scientist (Seminarreihe) |
| Fraunhofer-Allianz Leichtbau, Fraunhofer-Institut für Betriebsfestigkeit und Systemzuverlässigkeit LBF                        | Fraunhofer Faserverbund Fachingenieur (Zertifikatsprogramm) |
| Fraunhofer-Allianz Reinigungstechnik                                                                                          | Reinigung in der Produktion (Seminar) |